# Kumasi
Kumasi (nota come Kumase in lingua twi ed in passato anche come Cumassia, Comassie o Coomassie) è la seconda città del Ghana per popolazione e capoluogo dell'omonimo distretto metropolitano e della regione di Ashanti. Viene soprannominata anche the Garden City (la città giardino) grazie alle numerose specie di fiori e piante che crescono nella zona. È situata nella parte centro-meridionale del paese, circa 30 km a nord del lago Bosumtwi, il lago naturale più grande del Ghana.
Questa città è nota anche per avere dato i natali al segretario generale delle Nazioni Unite e Premio Nobel per la pace Kofi Annan.

## Storia
Nell'area del distretto di Kumasi sono stati trovati resti di insediamenti umani risalenti al neolitico.
La città venne fondata alla fine del XVII secolo, come capitale della Confederazione Ashanti, istituita dal sovrano Osei Tutu. Il sovrano di Kumasi, conosciuto come Asantehene, era anche il capo della Confederazione. Con la vittoria sul regno di Denkyira nel 1701 la Confederazione Ashanti divenne il principale stato dei popoli di etnia Akan.
Parti della città, tra cui il Palazzo Reale, furono distrutte dalle truppe britanniche durante la terza guerra Anglo-Ashanti nel 1874.
Anche se dal 1957 il Ghana è una repubblica Kumasi viene considerata una città reale in quanto vi risiede il sovrano Ashanti; il ruolo di questo regnante è principalmente simbolico. La città occupa un posto importante nella storia del popolo Ashanti, una leggenda sostiene che qui il sacerdote Okomfo Anokye ricevette lo sgabello d'oro, simulacro dello spirito della nazione Asanti, l'oggetto viene tuttora custodito nella città..

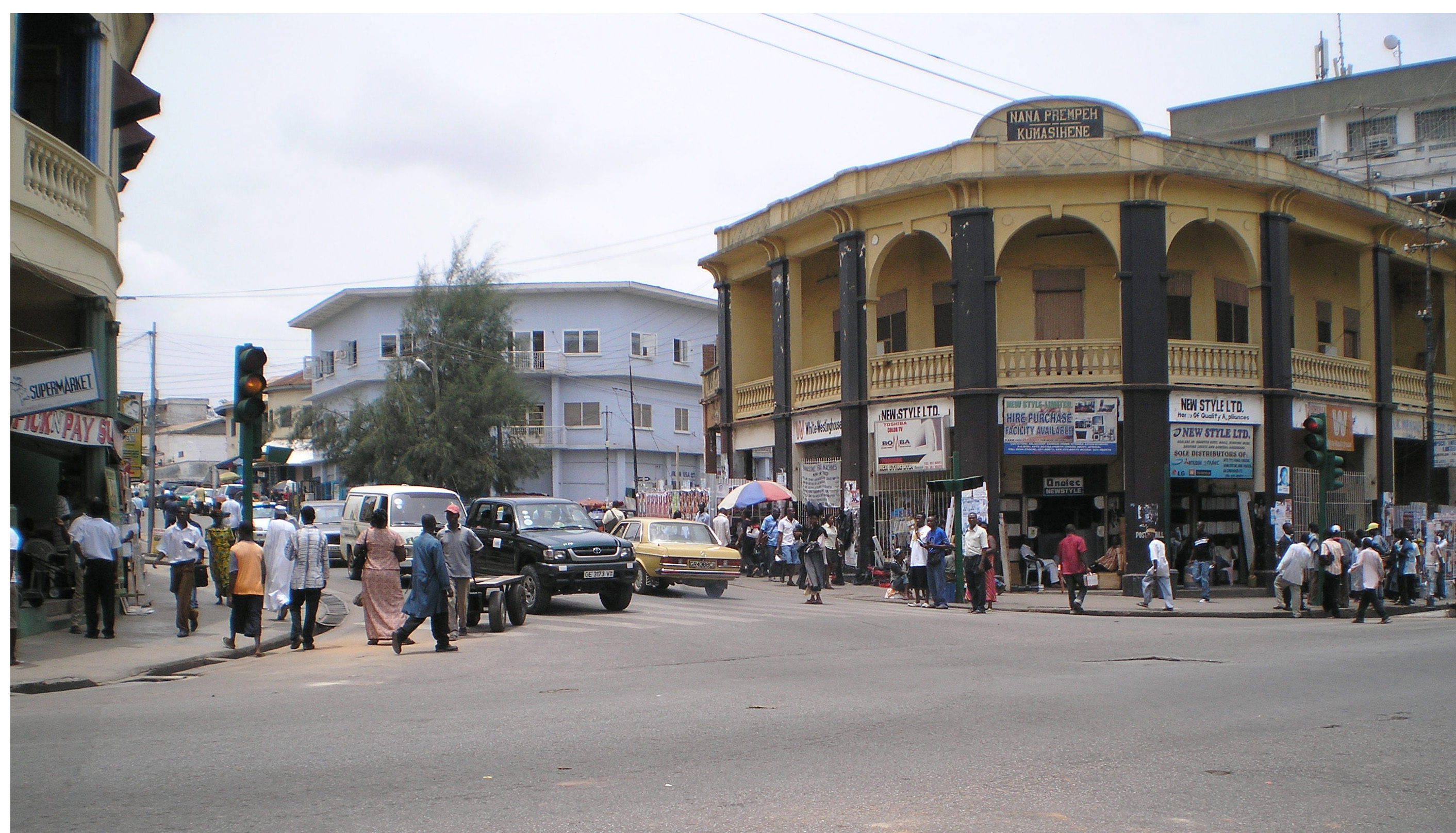
Incrocio nella zona commerciale del centro di Kumasi

## Società

### Evoluzione demografica
Conta una popolazione di 1.468.797 persone (2005) e risulta così essere la seconda città più popolata della nazione. Il gruppo etnico più consistente è composto dagli Ashanti, ma anche altre etnie sono in costante crescita.

### Religione
I cristiani sono in maggioranza, circa l'84% della popolazione, il 11% della popolazione è musulmana, c'è anche una piccola porzione di fedeli di culti tradizionali.
Il 9 maggio 1980 papa Giovanni Paolo II ha visitato la città, che è sede arcivescovile.

## Attrazioni
Tra le attrazioni della città vi sono il vasto mercato centrale, Tafo Kumasi, Fort Kumasi (costruito dagli inglesi nel 1896 per sostituire un forte Asante, ora è un museo) e il museo del cappello. Tra i luoghi visitabili vi sono il Centro per la cultura nazionale del Ghana (compresa la Prempeh II Giubileo Museum con varie Asante Regalia compresa una riproduzione dello sgabello d'oro), la Okomfo Anokye Sword, il palazzo Asantehene's (costruito nel 1972), e il Palzzo di Manhiya risalente al 1925, ora museo.
Kumasi è anche sede di uno zoo e della Kwame Nkrumah University of Science and Technology (in passato denominata Kumasi College of Technology).
La cattedrale di San Pietro è la chiesa principale della città.

## Infrastrutture e trasporti
Kumasi è servita da un aeroporto e linee ferroviarie per Accra e Takoradi.
Il servizio di trasporto pubblico in città viene effettuato da mini-bus di proprietà privata (noti come tro-tro), taxi e autobus. I tro-tro di solito sono mezzi derivati da conversioni di altri veicoli che corrono lungo percorsi regolari ben noti; anche alcuni taxi effettuano percorsi regolari ma costano di più a fronte di un maggiore comfort. Nel 2002, nell'area metropolitana furono introdotti dei servizi di autobus regolari; accolti inizialmente con scetticismo dai pendolari, la loro popolarità è in aumento.
A partire dal 2007, a 25 km dalla città, è in fase di realizzazione il Boankra Inland Port, un porto interno, o porto secco.

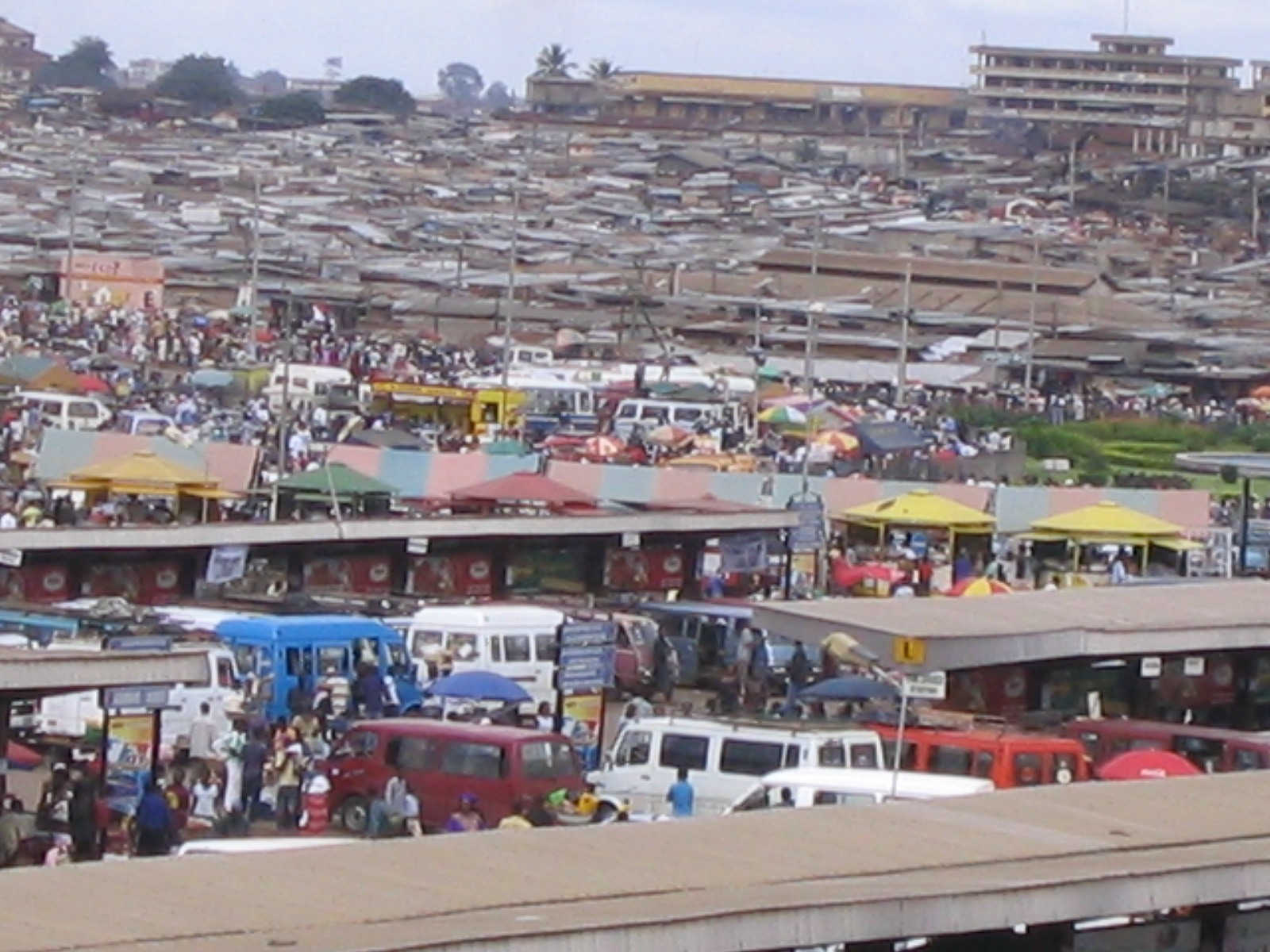
Il mercato di Kumasi

## Amministrazione

### Gemellaggi
- Charlotte
- Winston-Salem, dal 2001[5]
- Newark